# Élections au Gabon

## Élections présidentielles

### Élection présidentielle de 1998
L'élection présidentielle gabonaise de 1998 s'est tenue le 6 décembre 1998. Le président sortant, Omar Bongo, en place depuis 1967, était en compétition avec 5 autres candidats. C'était la seconde fois que les Gabonais avaient le choix entre plusieurs candidats pour l'élection présidentielle.
Malgré une faible participation et des irrégularités, Omar Bongo a gagné l'élection avec une majorité de 66,9 %.

### Élection présidentielle de 2005
Bien avant l'élection, qui devait se dérouler en novembre 2005, le parlement a abrogé une disposition de la constitution qui aurait empêché Omar Bongo de se représenter.
Malgré une organisation contestée par l'opposition (les militaires ont, par exemple, été obligés de voter dans leur casernes, ce qui a fait penser à une manipulation de l'élection en faveur du candidat sortant), Omar Bongo s'est fait réélire avec 79,2 % des voix.

### Élection présidentielle de 2009
La mort d'Omar Bongo, le 8 juin 2009, a nécessité l'organisation d'une élection présidentielle anticipée, qui s'est tenue le 30 août 2009.
23 candidats avaient été retenus et Ali Bongo, ministre de la Défense et fils d'Omar Bongo, a été élu avec 41,79 % des suffrages exprimés, soit environ 141 000 voix sur un total de 800 000 électeurs inscrits. Il devance Pierre Mamboundou, crédité de 25,64 % des voix.

### Élection présidentielle de 2016
Elle a lieu en un seul tour le 27 août 2016. Dix candidats se présentent, dont Ali Bongo, le président sortant, et Jean Ping, ancien président de la Commission de l'Union africaine, son principal opposant. Quatre candidats initialement en lice se sont désistés au profit de Jean Ping (Casimir Oyé Mba, Guy Nzouba-Ndama, Léon Paul Ngoulakia et Roland Désiré Aba'a Minko).

### Élection présidentielle de 2025
Le président de transition du Gabon, Brice Clotaire Oligui Nguema, en fonction depuis le coup d’État du 30 août 2023, a annoncé la tenue d’une élection présidentielle le 12 avril 2025. Cette décision suit l’adoption d’une nouvelle constitution en novembre 2024, instaurant un régime présidentiel avec des mandats limités et des conditions d’éligibilité plus strictes,,.

## Élections législatives

### Élections législatives de 1990
Le premier tour a lieu le 16 septembre 1990 mais est partiellement annulé à cause d'une fraude massive. Le second premier tour et le second tour se déroulent  21 et le 28 octobre 1990. Ce sont les premières élections pluralistes du pays. Elles sont finalement remportées par le Parti démocratique gabonais.

### Élections législatives de 1996
Les élections législatives des 15 et 29 décembre 1996 ont consacré la victoire du Parti démocratique gabonais du président Omar Bongo. Ce dernier a récolté 85 sièges sur 120. Les élections ont fait suite à de chaotiques municipales, lors desquelles le parti d'opposition du Rassemblement national des bûcherons avait conquis la capitale Libreville.

### Élections législatives de 2001
Tenues en décembre, les élections législatives de 2001 ont confirmé la dominance du Parti démocratique gabonais dans l'hémicycle. Les 88 sièges qu'il a obtenus renforcent de 3 sièges la majorité acquise en 1996.
Les observateurs internationaux se sont toutefois montrés critiques à l'égard de l'organisation du scrutin. Ces derniers ont cité l'ouverture tardive des bureaux de vote ainsi que le manque de matériel électoral parmi les irrégularités constatées.

### Élections législatives de 2006
Les élections législatives se sont déroulées le 17 décembre sans incident majeur. Selon les résultats confirmés le 27 décembre par la Cour constitutionnelle, la majorité présidentielle remporte 98 sièges dont 81 pour le Parti démocratique gabonais (PDG) et 7 pour  le Rassemblement pour le Gabon (RPG). L’opposition remporte 16 sièges répartis entre 5 partis. L'Union du peuple gabonais (UPG) de Pierre Mamboundou, avec 8 sièges devient le deuxième parti du pays et premier parti de l’opposition. Cinq  candidats indépendants, considérés comme proches de la majorité, ont été élus.

### Élections législatives de 2011
Les élections législatives se sont tenues le 17 décembre 2011.
La Commission électorale nationale autonome et permanente (Cénap) a annoncé 255 570 votants pour 745 645 inscrits soit un taux de participation de 34,28 % (65,72 % d'abstention).
Les résultats définitifs donnent 114 députés sur 120 au Parti démocratique gabonais (PDG), avec un taux d'abstention de 65 %,,.